# Caunus
Caunus (łac. Diœcesis Cauniensis) – stolica historycznej diecezji w Cesarstwie Rzymskim (prowincja Licja), współcześnie w Turcji. Pierwszym wzmiankowanym biskupem tej diecezji był Bazylius (IV w.). Od XIX w. katolickie biskupstwo tytularne, wakujące od 1972.

## Biskupi tytularni
| Lp. | Biskup                               | Od                   | Do                  |
| --- | ------------------------------------ | -------------------- | ------------------- |
| 1   | Juvencio Hospital de la Puebla OCart | 18 września 1911     | 4 października 1957 |
| 2   | Angelo Barbisotti FSCJ               | 14 października 1957 | 17 września 1972    |